# Список ботаников-систематиков/K

Список начинающихся на букву K обозначений имён ботаников, которые используются при цитировании научных (латинских) биноминальных названий растений.
Международный кодекс ботанической номенклатуры (МКБН) рекомендует в публикациях на ботанические темы, особенно если они касаются таксономии и номенклатуры, указывать авторов названий таксонов. Указание авторов названий таксонов следует выполнять в соответствии с правилами и советами, приведёнными в МКБН. В частности, в МКБН дана рекомендация использовать при цитировании авторов таксонов опубликованную в 1992 году книгу Браммита и Пауэлл Authors of plant names с уточнениями и дополнениями, соответствующими сведениям из баз данных International Plant Names Index и Index Fungorum.
Список обозначений содержит:
- стандартную форму обозначения,
- имя на русском языке (если известно),
- имя на родном языке персоны (или на английском),
- год рождения или годы жизни; в некоторых случаях дан год первой публикации (пометка fl.), в которой использовано данное обозначение.

## Список
- K.A.Petrova — Петрова, К. А.
- K.Bergius — en:Karl Heinrich Bergius, 1790—1818
- K.Bremer — Бремер, Коре (швед. Kåre Bremer, 1948—)
- K.D.Hill — Хилл, Кеннет (англ. Ken Hill, 1948—2010)
- K.G.Hagen — Хаген, Карл Готтфрид (нем. Karl Gottfried Hagen, 1749—1829)
- K.Hoffm. — Хоффман, Кете (нем. Käthe Hoffmann, 1883—1931)
- K.Kayser — Konrad Kayser, fl. 1932
- K.Koch — Кох, Карл Генрих Эмиль (нем. Karl Heinrich Emil Koch, 1809—1879)
- K.Krause — Краузе, Курт (нем. Kurt Krause, 1883—1963)
- K.L.Chambers — Kenton Lee Chambers, 1929—
- K.L.Wilson — Karen Louise Wilson, 1950—
- K.Larsen — Ларсен, Кай (дат. Kai Larsen, 1926—2012)
- K.M.Drew — Дрю-Бейкер, Кэтлин Мэри (англ. Kathleen Mary Drew-Baker, 1901—1957)
- K.Möbius — Мёбиус, Карл Август (нем. Karl August Möbius, 1825—1908)
- K.R.Robertson — Kenneth R. Robertson, 1941—
- K.R.Thiele — en:Kevin Thiele, 1958—
- K.Schum. — Шуман, Карл Мориц (нем. Karl Moritz Schumann, 1851—1904)
- K.V.Ivanova — K. V. Ivanova[1]
- K.Werner — Вернер, Клаус (Klaus Werner, 1928—)
- K.Wilh. — Karl (Carl) (Adolf) Wilhelm, 1848—1933
- K.Williams — Kelsey Williams, fl. 1974
- Kaempf. — Кемпфер, Энгельберт (нем. Engelbert Kämpfer, 1651—1716)[2][3]
- Kalchbr. — Кальхбреннер, Карой (венг. Károly Kalchbrenner, 1807—1886)
- Kalen. — Калениченко, Иван Осипович (1805—1876)[4]
- Kallenb. — Калленбах, Франц (нем. Franz Joseph Kallenbach, 1893—1944)
- Källersjö — Челлершё, Мари (Mari Källersjö, 1954—)
- Kalm — Кальм, Пер (швед. Pehr Kalm, 1716—1779)
- Kamel — Камел, Георг Йосеф (чеш. Georg Joseph Kamel, 1661—1706)[3]
- Kamelin — Камелин, Рудольф Владимирович (1938—2016)
- Kaneh. — яп. 金平亮三, en:Ryōzō Kanehira, 1882—1948
- Kappert — Капперт, Ханс (нем. Hans Kappert, 1890—1976)
- Kar. — Карелин, Григорий Силыч (1801—1872)
- Kårehed — Jesper Kårehed
- Karling — Карлинг, Джон Сидни (англ. John Sidney Karling, 1898—1995)
- Karlsson — Thomas Karlsson, 1945—
- Karpinsky — Карпинский, Александр Петрович (1846/1847—1937)
- Karw. — Wilhelm Friedrich von Karwinsky von Karwin, 1780—1855
- Kasapligil — Baki Kasapligil, 1918—1992
- Kaspar. — A. S. Kasparian, fl. 1928
- Kauffm. — Кауфман, Николай Николаевич (1834—1870)
- Kaulf. — Каулфусс, Георг Фридрих (нем. Georg Friedrich Kaulfuss, 1786—1830)
- Kayser — E. Kayser, fl. 1892
- Keighery — Gregory John Keighery, 1950—
- Keng f. — Pai Chieh (Bo Jie) Keng, 1917—
- Keller — Johann Christoph Keller, 1737—1796
- Kellogg — Келлог, Альберт (англ. Albert Kellogg, 1813—1887)
- Kem.-Nath. — Кемулария-Натадзе, Любовь Манучаровна (1891—1985)
- Kenn. — George Golding Kennedy, 1841—1918[5]
- Ker Gawl. — Кер Голер, Джон Белленден (англ. John Bellenden Ker Gawler; до 1804 — John Gawler, 1764—1842)
- Kerguélen — Кергелен, Мишель Франсуа-Жак (фр. Michel François-Jacques Kerguélen, 1928—1999)
- Kerr — en:Arthur Francis George Kerr, 1877—1942
- Keyserl. — Кейзерлинг, Александр Андреевич (1815—1891)
- Khalilov — E. Kh. Khalilov, 1913—
- Kharadze — Харадзе, Анна Лукьяновна (1905—1971)
- Khat. — Maboubeh Khatamsaz, 1949—
- Khokhr. — Хохряков, Михаил Кузьмич (1905—1990)
- Kiaersk. — Кьерсков, Яльмар (исп. Hjalmar Frederik Christian Kiaerskov, 1835—1900)
- Kiew — Ruth Kiew, 1946—
- Kihlm. — Кайрамо, Альфред Освальд (фин. Alfred Oswald Kairamo, 1858—1938)
- Killip — Киллип, Эллсуорт Пейн (англ. Ellsworth Paine Killip, 1890—1968)
- King — Кинг, Джордж (биолог) (англ. George King, 1840—1909)
- Kir. — Кирилов, Иван Петрович (1821—1842)
- Kirchn. — de:Oskar von Kirchner, 1851—1925
- Kirk — Кирк, Томас (англ. Thomas Kirk, 1828—1898)
- Kirp. — Кирпичников, Моисей Эльевич (1913—1995)
- Kiss — Киш, Арпад (венг. Árpád Kiss, 1889—1968)
- Kit. — Китайбель, Пауль (венг. Pál (Paul) Kitaibel, 1757—1817)
- Kitag. — Китагава, Масао (англ. Masao Kitagawa, 1910—1995)
- Kitam. — Китамура, Сиро (яп. 北村 士朗, англ. Siro Kitamura, 1906—2002)
- Kitan. — Китанов, Борис Павлович (1912—)
- Kjellm. — Челльман, Франс Рейнгольд (швед. Frans Reinhold Kjellman, 1846—1907)
- Klásk. — Anna Klásková (Holubová-Klasková), 1932—[6]
- Klatt — Клатт, Вильгельм (нем. Friedrich Wilhelm Klatt, 1825—1897)
- Klein — Клейн, Якоб Теодор (нем. Jacob Theodor Klein, 1685—1759)[3]
- Kleopow — Клеопов, Юрий Дмитриевич (1902—1943)
- Kljuykov — Клюйков, Е. В., 1950—
- Klokov — Клоков, Михаил Васильевич (1896—1981)[7]
- Klotzsch — Клоч, Иоганн Фридрих (нем. Johann Friedrich Klotzsch, 1805—1860)
- Knight — en:Joseph Knight (horticulturist), 1778—1855
- Kniph. — Книпхоф, Иоганн Иероним (нем. Johann Hieronymus Kniphof, 1704—1763)
- Kníže — Книже, Карел (чеш. Karel Kníže, fl. 1969)[8]
- Knjaz. — Князев М. С.
- Knorring — Кнорринг, Ольга Эвертовна (1896—1978)[9]
- Knowles — Ноулз, Джордж Беочамп (англ. George Beauchamp Knowles, 1790—1852)
- Knowlt. — Frank Hall Knowlton, 1860—1926
- Kny — Кни, Леопольд (нем. Carl Ignaz Leopold Kny, 1841—1916)
- Kobuski — Кобуский, Клэренс Эммерен (англ. Clarence Emmeren Kobuski, 1900—1963)
- Koch — Кох, Иоганн Фридрих Вильгельм (нем. Johann Friedrich Wilhelm Koch, 1759—1831)
- Koehne — Кёне, Эмиль (нем. Bernhard Adalbert Emil Koehne, 1848—1918)
- Koeler — Кёлер, Георг Людвиг (нем. Georg Ludwig Koeler, 1765—1807)
- Koelle — Кёлле, Иоганн Людвиг Кристиан (нем. Johann Ludwig Christian Koelle, 1763—1797)
- Kof. — Кофойд, Чарльз Этвуд (англ. Charles Atwood Kofoid, 1865—1947)
- Kohl — Коль, Георг-Фридрих (нем. Friedrich Georg Kohl, 1855—1910)
- Koidz. — Коидзуми, Гэнъити (яп. 小泉 源, 1883—1953)
- Koji Ito — Koji Ito, 1931—
- Kolak. — Колаковский, Альфред Алексеевич (1906—1997)
- Kolen. — Коленати, Фридрих (чеш. Friedrich Anton Rudolph Kolenati, 1812—1864)
- Kolesn. — Колесников, Борис Павлович (1909—1980)
- Kolkw. — Кольквиц, Рихард (нем. Richard Kolkwitz, 1873—1956)
- Kölr. — Кёльрейтер, Йозеф Готлиб (нем. Joseph Gottlieb Kölreuter, 1733—1806)
- Kom. — Комаров, Владимир Леонтьевич (1869—1945)
- Komar. — Комаренко, Л. Е.
- Komárek — Jiří Komárek, 1931—
- Komarova — Комарова, Эмма Петровна (1929—)
- Köppen — Кёппен, Фёдор Петрович (1833—1908)
- Körn. — Кернике, Фридрих (нем. Friedrich August Körnicke, 1828—1908)
- Korn.-Trotzky — Корнух-Троцкий, Пётр Яковлевич (1803—1877)[10]
- Korobkov — Коробков, Александр Александрович (1940—) БИН РАН
- Korovin — Коровин, Евгений Петрович (1891—1963)
- Korsh. — Коржинский, Сергей Иванович (1861—1900)
- Körte — Heinrich Friedrich Franz (Ernst) Körte, 1782—1845
- Korth. — Корталс, Питер Виллем (нидерл. Pieter Willem Korthals, 1807—1892)
- Kosanin — wikispecies:Nedeljko Kosanin, 1874—1934[11]
- Kosh. — Кожевников, Дмитрий Александрович (1858—1882)
- Koso-Pol. — Козо-Полянский, Борис Михайлович (1890—1957)
- Koss — Кос, Юрий Иванович (1889—1961)
- Kossenko — Косенко, Иван Сергеевич (1896—1976)[12]
- Kossych — V. M. Kossych, 1931—
- Kostel. — Костелецкий, Винсенц Франц (чеш. Vincenz Franz Kosteletzký, 1801—1887)
- Kosterm. — Костерман, Андре Жозеф Гийом Анри (индон. Achmad Jahja Goh Hartono Kostermans, 1906—1994)
- Kotov — Котов, Михаил Иванович (1896—1978)
- Kotschy — Кочи, Теодор (нем. Theodor Kotschy, 1813—1866)
- Kotukhov — Yu.A. Kotukhov, fl. 1966
- Kovalevsk. — Ковалевская, С. С., 1929—
- Kraenzl. — Кренцлин, Фридрих Вильгельм Людвиг (нем. Friedrich Wilhelm Ludwig Kraenzlin, 1847—1934)
- Krainz — Крайнц, Ханс (нем. Hans Krainz, 1906—1980)
- Krapov. — Краповикас, Антонио (исп. Antonio Krapovickas, 1921—2015)
- Kras-Lap. — Marta Kras-Lapinska[13]
- Krasch. — Крашенинников, Ипполит Михайлович (1884—1947)
- Krasn. — Краснов, Андрей Николаевич (1862—1914)
- Krasnob. — Красноборов, Иван Моисеевич (1931—2011)
- Krassiln. — Красильников, Николай Александрович (1896—1973)
- Krassilov — Красилов, Валентин Абрамович (1937—2015)
- Kraus — Краус, Грегор (нем. Gregor Konrad Michael Kraus, 1841—1915)
- Krause — Johann Wilhelm Krause[нем.], 1764—1842
- Krauss — Johan Carl Krauss[англ.], 1759—1826
- Krecz. — Кречетович, Лев Мельхиседекович (1878—1956)
- Kreuz. — Кройцингер, Курт (нем. Kurt Kreuzinger, 1905—1989)
- Kritska — Ljubov I. Krytzka, 1941—
- Křísa — Bohdan Křísa, 1936—[14]
- Krombh. — Кромбхольц, Юлиус Винценц фон (нем. Julius Vincenz von Krombholz, 1782—1843)
- Kudô — яп. 収録誌, Yûshun Kudô, 1887—1932
- Krug — Круг, Карл Вильгельм Леопольд (нем. Karl Wilhelm Leopold Krug, 1833—1898)
- Kruschke — Emil Paul Kruschke, 1907—1976
- Krylov — Крылов, Порфирий Никитич (ботаник) (1850—1931)[15]
- Kuang — кит. 匡可任, Kuāng Kěrèn, K'uang K'o-jen, 1914—1977
- Kuhl — Куль, Генрих (нем. Heinrich Kuhl, 1797—1821)
- Kuhlm. — João Geraldo Kuhlmann, 1882—1958
- Kuhn — Кун, Максимилиан (нем. Friedrich Adalbert Maximilian Kuhn, 1842—1894)
- Kuijt — Job Kuijt, 1930—
- Kük. — Кюкенталь, Георг (нем. Georg Kükenthal, 1864—1955)[16]
- Kulikov — Куликов, Павел Владимирович (ботаник) (1964—2014)
- Kulju — Kristo K. M. Kulju
- Kult. — Культиасов, Михаил Васильевич (1891—1968)
- Künkele — Кюнкеле, Зигфрид (нем. Siegfried Künkele, 1931—2004)
- Kunth — Кунт, Карл (нем. Carl Sigismund Kunth, 1788—1850)
- Kuntze — Кунце, Отто (нем. Carl Ernst Otto Kuntze, 1843—1907)[17]
- Kunze — Кунце, Густав (нем. Gustav Kunze, 1793—1851)
- Kupicha — Frances Kristina Kupicha, 1947—
- Kupr. — Куприянов, А. Н., fl. 1991
- Kuprev. — Купревич, Василий Феофилович (1897—1969)
- Kuprian. — Куприянова, Людмила Андреевна (1914—1987)
- Kurl. — Курлович, Богуслав Станиславович (1948—)
- Kurz — Курц, Вильгельм (нем. Wilhelm Sulpiz Kurz, 1834—1878)
- Kusn. — Кузнецов, Николай Иванович (ботаник) (1864—1932)
- Kütz. — Кютцинг, Фридрих (нем. Friedrich Traugott Kützing, 1807—1893)
- Kuzen. — Кузенева, Ольга Иакинфовна (1887—1978)
- Kytöv. — Ilkka Kytövuori, 1941—[18]

### Комментарии
1. ↑  Другой вариант обозначения: Ivanova
2. ↑  Другой вариант обозначения: Kämpf.
3. 1 2 3  Долиннеевский ботаник. Названия, опубликованные им до 1 мая 1753 года, не считаются действительно опубликованными с точки зрения Международного кодекса ботанической номенклатуры, в связи с чем в современной научной литературе это обозначение практически не встречается.
4. ↑  Ранее использовалось: Kalenicz.
5. ↑  В советское время сокращение Kenn. использовалось для обозначения другого учёного — Patrick Beveridge Kennedy, 1874—1930
6. ↑  Другой вариант сокращения: Klask.
7. ↑  Также используется сокращение: Klok.
8. ↑  Вариант сокращения: Knize
9. ↑  Вариант сокращения: Knorr.
10. ↑  Вариант сокращения: Korn.-Tr.
11. ↑  Вариант сокращения: Košanin
12. ↑  Вариант сокращения: Koss.
13. ↑  Вариант записи сокращения: Kras Lap.
14. ↑  Варианты записи сокращения: Krísa, Krisa
15. ↑  Другое обозначение: Kryl.
16. ↑  Другой вариант записи обозначения Kükenth.
17. ↑  Ранее в некоторых источниках использовалось обозначение O.Kuntze и O.Ktze.
18. ↑  Ранее использовалось сокращение I.Kytovuori